# Серфонтен
Серфонтен (на френски: Cerfontaine) е селище в Южна Белгия, окръг Филипвил на провинция Намюр. Има площ от 83,45 km². Населението му е 4927 души към 1 януари 2018 г.